# Wohnhaus Vielstedter Straße 45
Das Wohnhaus Vielstedter Straße 45 in Hude wurde im 20. Jahrhundert gebaut.
Das Gebäude wird auch heute als Wohnhaus genutzt.
Das Gebäude steht unter Denkmalschutz (siehe auch Liste der Baudenkmale in Hude (Oldenburg)).

## Geschichte
Das eingeschossige giebelständige verputzte Gebäude in L-Form auf großem auch denkmalgeschützten parkartigen Gartengrundstück, mit Sockelgeschoss, Mansarddach mit Walmdachgaube und nördlichem Nebengebäude mit Satteldach (ex. Stall) wurde 1907 gebaut. Die Gestaltung durch das Mansarddach, sparsame Putzgliederung mit Bänderung, Balkon und verbretterten Giebel bestimmen gestalterisch das Haus.
Die Villa war im Eigentum der Familien Lammers (Bremen, Bauunternehmen), ab 1935 Kreye und ab 1972 Langer, die das Haus bis 1978 sanierten.
Das große Gartengrundstück mit altem Baumbestand wird umgeben mit der bauzeitlichem Einfriedung aus Holzzaun auf Mauersockel und verputzten Pfosten sowie zwei Zugängen.
Das Niedersächsische Landesamt für Denkmalpflege befand: „… das Wohnhaus … hat eine geschichtliche Bedeutung … als beispielhaftes villenartiges Wohnhaus …“
Daneben steht das Kapitänshaus Vielstedter Straße 43 von 1907.